# Charitopes wesmaeliicida
Charitopes wesmaeliicida là một loài tò vò trong họ Ichneumonidae.